# Mammillaria tonalensis
Mammillaria tonalensis (укр. Мамілярія тональська, мамілярія тоналензіс) — сукулентна рослина з роду мамілярія (Mammillaria) родини кактусових (Cactaceae).

## Історія
Вид вперше описаний англійським ботаніком Девідом Річардом Гантом (англ. David Richard Hunt, 1938) у 1979 році у виданні англ. «Cactus and Succulent Journal of Great Britain».

## Етимологія
Видова назва tonalensis дана на честь місця, де була знайдена ця мамілярія — містечка Пуенте-де-Тонала (ісп. Puente de Tonala), штат Оахака, Мексика.

## Ареал і екологія
Mammillaria tonalensis є ендемічною рослиною Мексики. Ареал розташований у штаті Оахака. Рослини зростають на висоті від 1000 до 1400 метрів над рівнем моря у тропічному широколистяному лісі, на вертикальних скелях у каньйоні Тонала.

## Морфологічний опис
| Орган              | Опис                                                                                           |
| Рослини            | вільно групуються з бічних пагонів.                                                            |
| Коріння            | волокнисте.                                                                                    |
| Стебло             | вертикальне, витягнуте, тонке, циліндричне, до 12 см або більше заввишки, в діаметрі 2-3,5 см. |
| Епідерміс          | свтло-зелений.                                                                                 |
| Маміли             | тупі, конічні.                                                                                 |
| Ареоли             |                                                                                                |
| Аксили             | голі або з невеликою кількістю пуху.                                                           |
| Центральні колючки | 1, з гачком, каштаново-коричневі, з віком стають темнішими, до 18 мм завдовжки.                |
| Радіальні колючки  | 9-12, голчасті, прямі, вапняно-білі з коричневими кінцями, до 10 мм завдовжки.                 |
| Квіти              | сарміновие з білими краями, до 15 мм завдовжки, в діаметрі 10-12 мм.                           |
| Бутони             |                                                                                                |
| Зовнішні пелюстки  |                                                                                                |
| Внутрішні пелюстки |                                                                                                |
| Тичинки            |                                                                                                |
| Маточка            |                                                                                                |
| Плоди              | червоні.                                                                                       |
| Насіння            | чорне.                                                                                         |

## Чисельність, охоронний статус та заходи по збереженню
Mammillaria tonalensis входить до Червоного списку Міжнародного союзу охорони природи видів, з найменшим ризиком (LC).
Це погано відомий вид. Всі сім зборів зразків відбулися з однієї області, що має на увазі, що вид може мати дуже малий діапазон поширення. Однак ця мамілярія росте у порівняно недоступному місці, яке, здається, не перебуває під жодною загрозою, отже, зниження чисельності рослин не відбувається. Однак, необхідні польові роботи для визначення справжнього ареалу поширення, чисельності особин і характеру будь-яких загроз.
У Мексиці ця рослина занесена до Національного переліку видів, що перебувають під загрозою зникнення, де вона входить до категорії «загрозливих». Зростає в межах охоронюваної території Бокерон-де-Тонала (ісп. Boquerón de Tonalá).
Охороняється Конвенцією про міжнародну торгівлю видами дикої фауни і флори, що перебувають під загрозою зникнення (CITES).

## Використання та торгівля
Цей кактус вирощують тільки спеціалісти-колекціонери, а місцево використовують як лікувальний засіб.